# Yassine Bounou
Pour les articles homonymes, voir Bounou et Bono (homonymie).
Yassine Bounou (en arabe : ياسين بونو) surnommé Bono, né le 5 avril 1991 à Montréal au Québec, est un footballeur international marocain jouant au poste de gardien de but en sélection nationale marocaine et au club saoudien Al-Hilal FC. Il possède également la nationalité canadienne.
Formé à l'école du Wydad Athletic Club, il remporte le championnat marocain en 2010 et atteint la finale de la Ligue des champions de la CAF en 2011. Il est transféré en 2012 à l'Atletico Madrid, puis prêté au Real Saragosse. Il dispute trois saisons au Gérone FC avant d'être prêté au Séville FC, club dans lequel il s'engage définitivement en 2020. Il remporte la Ligue Europa la même année et le Trophée Zamora en 2022. Il remporte sa deuxième Ligue Europa en 2023.
Après plusieurs sélections en catégorie des jeunes de l'équipe du Maroc entre 2011 et 2012, il est appelé en 2012 en équipe première pour occuper le poste de troisième gardien sous le sélectionneur Rachid Taoussi. Après des participations à la CAN 2017 et la Coupe du monde 2018 en tant que remplaçant, il s'impose en pleine fin d'ère de Hervé Renard, lors de la CAN 2019. Sous Vahid Halilhodžić et Walid Regragui, Bono maintient son rôle de titulaire et dispute également la CAN 2021, la Coupe du monde 2022 et la CAN 2023.

## Biographie

### Surnom
Le surnom Bono est selon le gardien-même, adopté en raison des difficultés de prononciation de son nom de famille en Espagne. Bien que son nom de famille s'écrive Bounou en français et en arabe, il est orthographié Bono en espagnol, ce qui se résume à quatre lettres. Ce surnom a finalement été adopté et est désormais reconnu à l'échelle mondiale, devenant ainsi le nom par lequel Yassine Bounou est connu du grand public.
En club comme en sélection, il porte le nom Bono sur son maillot.

### Naissance, jeunesse et formation (1991-2010)
Yassine Bounou naît le 5 avril 1991 à Montréal, au Québec, de parents marocains et vit ses deux premières années dans le quartier Côte-des-Neiges–Notre-Dame-de-Grâce,. Son père, originaire du village de Bouana situé dans la province de Taounate, est ingénieur d'État et ex-professeur à l'école Hassania des travaux publics,. Il déménage au Maroc à l'âge de deux ans et s'installe avec sa famille dans le quartier Mers Sultan, situé à Casablanca. Yassine Bounou joue régulièrement au football avec ses amis dans son quartier.
À l'âge de huit ans, son père l'inscrit à l'académie du Wydad de Casablanca. Deux ans plus tard, il participe à la Casa Cup. L'entraîneur lui attribue rapidement le poste de gardien de but grâce à ses réflexes, mais également de par sa grande taille qui le distingue de ses coéquipiers. Yassine Bounou voit rapidement un avenir dans le football et regarde régulièrement des vidéos de gardiens, s'inspirant de Gianluigi Buffon et d'Edwin van der Sar. Il passe plus d'une décennie dans la catégorie des jeunes du Wydad AC tout en suivant sa scolarité au lycée Lyautey de Casablanca.
En 2009, âgé alors de dix-sept ans, Yassine Bounou s'essaie à l'OGC Nice puis retourne à Casablanca, les deux clubs n'ayant pas conclu de transfert.

### Carrière en club

#### Débuts professionnels au Wydad AC (2010-2012)
Bounou passe en équipe première en 2010 à l'âge de dix-neuf ans en tant que deuxième gardien, derrière Nadir Lamyaghri, selon les choix de l'entraîneur suisse Michel Decastel. Lors des matchs de la saison 2010-11, il figure régulièrement sur le banc du Wydad AC.

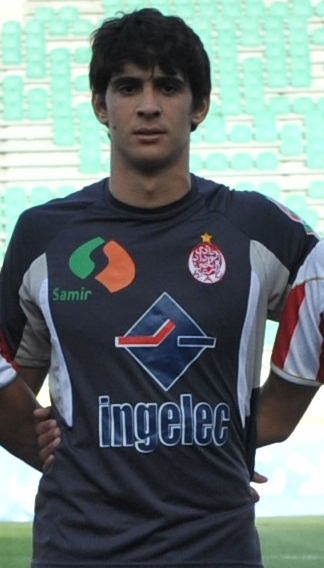
Bounou, ici en 2012, fait ses débuts professionnels au Wydad AC.

Le 12 novembre 2011, Yassine Bounou est titularisé pour son premier match avec l'équipe première du Wydad AC devant 80 000 supporters aux côtés de Yassine Rami, Ayoub Skouma et Ayoub Lakhal, à l'occasion de la finale retour de la Ligue des champions au Stade olympique de Radès contre l'Espérance de Tunis, à la suite de la blessure de Lamyaghri qui avait joué le match aller à Casablanca. L'Espérance de Tunis remporte le titre sur le score de 1-0 grâce à un but du Ghanéen Harrison Afful. Le 21 novembre 2011, Bounou dispute son premier match de Botola Pro face au Difaâ El Jadida au cours duquel il encaisse l'unique but de la rencontre, synonyme de défaite à domicile. Il prend part à dix matchs de championnat, barré par Lamyaghri qui reprend sa place de titulaire après son retour de blessure.
Il termine la saison 2011-2012 à la troisième place du classement de la Botola Pro, derrière le Moghreb de Tetouan (champion) et le Fath US (vice-champion). En juin 2012, son contrat au Wydad AC prend fin. Visant l'Europe, Yassine Bounou demande à son club de faire le nécessaire en cas d'intérêts de clubs européens.

#### Atlético de Madrid (2012-2016)

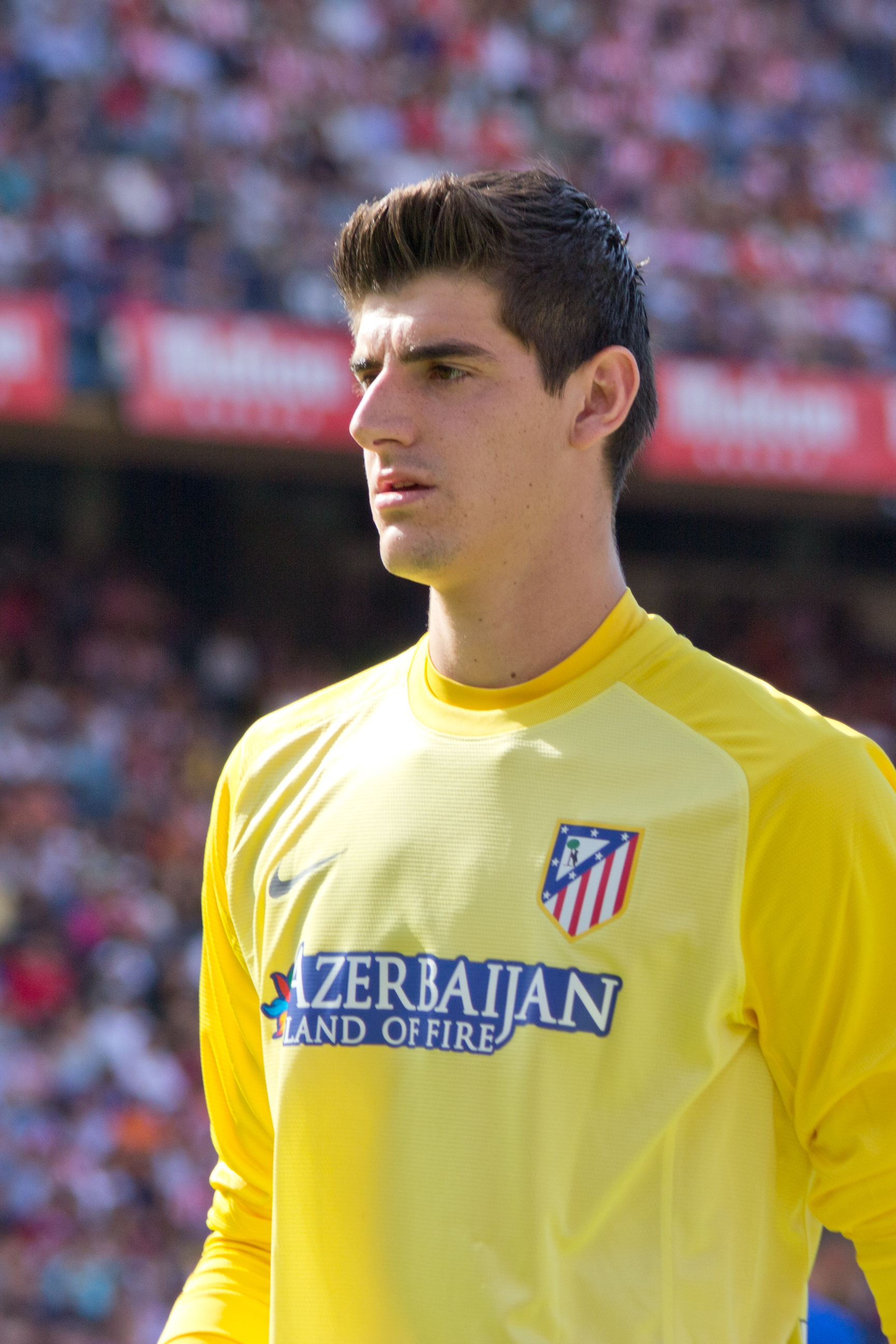
Thibaut Courtois, ici en 2013, est le gardien numéro un à l'Atlético de Madrid.

Le 15 juin 2012, Bounou signe un contrat d'un an avec l'Atlético de Madrid en échange d'une somme de 360 000 euros, avec une option de deux ans supplémentaires, en tant que troisième gardien derrière Thibaut Courtois et Daniel Aranzubía.
Yassine Bounou dispute ses matchs en équipe réserve évoluant en troisième division espagnole. Il est en parallèle le gardien titulaire dans l'équipe réserve où il se retrouve en tant que premier gardien. Cependant, son salaire est inférieur à celui de son club précédent. Lors de sa première saison, il y dispute 24 matchs de championnat. Néanmoins, Yassine Bounou est souvent présent sur le banc de l'équipe première en cas de blessures des deux gardiens. L'équipe première parvient à remporter le championnat d'Espagne et à atteindre la finale de la Ligue des champions sous Diego Simeone le 24 mai 2014 face au Real Madrid CF, match dans lequel Yassine Bounou prend place sur le banc pendant 90 minutes.
Lors du mercato estival de 2014, Thibaut Courtois et Daniel Aranzubia font leur départ du club, Yassine Bounou est promu en équipe première en tant que deuxième gardien après Jan Oblak, sans pour autant obtenir des minutes de jeu, ce qui déplait le jeune international marocain qui finit par réclamer rapidement son départ pour un club où il trouvera sa place en tant que premier gardien. Ses prestations en équipe réserve lui vaudront l'intérêt de plusieurs clubs espagnols évoluant en deuxième division espagnole.

##### Prêt au Real Saragosse (2014-2016)

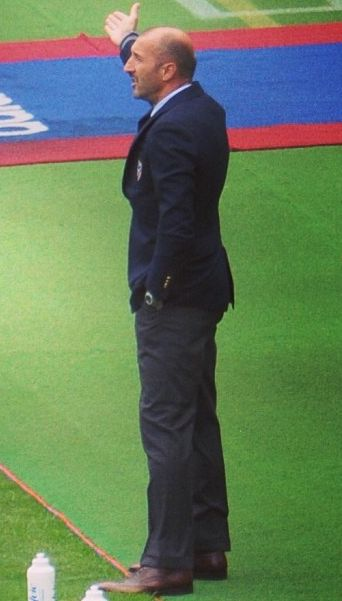
Ranko Popović, ici en 2013, lance Bono en D2 espagnole avec le Real Saragosse.

Le 1er septembre 2014, Yassine Bounou est prêté pour une saison au Real Saragosse. Il hérite du no 13 sous l'entraîneur Víctor Muñoz. Son concurrent dans son poste de gardien est Pablo Alcolea (en).
Il joue son premier match de la saison 2014-15 le 11 janvier 2015 face au Las Palmas (défaite, 5-3). Auteur de bonnes prestations, Yassine Bounou dispute en total de 19 matchs de championnat et termine à la 6e place du classement de la deuxième division espagnole. En fin de saison, appartenant encore à l’Atlético de Madrid, le club de Madrid décide de prêter le joueur une saison en plus à Saragosse.
Yassine Bounou évolue alors une nouvelle fois en deuxième division après avoir raté la montée en Liga lors des barrages face à la Las Palmas. Chez les Colchoneros, le gardien marocain est à ce moment-là toujours barré par Jan Oblak et Ángel Moyá. S'étant entraîné en équipe première avec l'Atlético de Madrid pendant plusieurs semaines, le 26 juillet 2015, il retourne à Saragosse. Il dispute une nouvelle saison avec le Real Saragosse et apparaît 19 fois sur le terrain en tant que titulaire en deuxième division espagnole. Il termine la saison 2015-2016 à la 8e place du championnat espagnol de deuxième division.

#### Girona FC (2016-2019)
Le 12 juillet 2016, Bounou est transféré et signe un contrat de trois ans au Girona FC,. Il garde son no 13 et est entraîné par Pablo Machín.
Il joue son premier match de la saison 2016-2017 le 21 août 2016 face au Sévilla Atlético en Segunda División (match nul, 3-3). 87 ans après la fondation du club, Girona FC accède pour la première fois à la Liga après un nul face à Saragosse (0-0) en barrages qui valide la montée du club. Bounou joue un grand rôle dans la montée en première division et finit cet exercice avec 21 matchs disputés en championnat. Girona FC termine la saison en tant que vice-champion après le Levante UD et assure une montée en première division espagnole.
Yassine Bounou joue son premier match de la saison 2017-2018 le 23 octobre 2017 en Liga face au Deportivo La Corogne. Il finit par être titulaire dans ses prochains matchs face à Levante UD le 26 octobre 2017 ainsi que le Real Madrid où il se verra battre son plus grand adversaire de sa carrière (victoire, 2-1). Ayant joué la totalité des matchs en tant que titulaire, il termine sa saison à la 10e place du championnat espagnol et dispute un total de 30 matchs en tant que titulaire. Courtisé par le Real Betis Balompié, il fait le choix de continuer son aventure au Girona FC. S'étant révélé en championnat espagnol, il remporte la première distinction personnelle de sa carrière en club et honore le prix du meilleur joueur africain d'Espagne attribué par France Football. Il figure également en tant que membre de l'équipe-type 2018 du Maghreb, attribuée également par France Football.
Lors de la saison 2018-2019, il dispute sa deuxième saison en première division espagnole. Le 14 janvier 2019, Yassine Bounou prolonge son contrat au Girona FC jusqu'en mi-2021,. Il joue en total 32 matchs de championnat et termine la saison à la 18e place du championnat et voit le club être relégué en deuxième division espagnole. Cependant, Yassine Bounou hérite de l'intérêt de plusieurs clubs européens dont le PSV Eindhoven et le Séville FC. Le gardien de but est clair et fait savoir à la télévision espagnole qu'il ne compte pas rester dans ce club et évoluer la saison prochaine en deuxième division, il déclare notamment : « Je suis venu du Maroc, il y a sept ans, et j’ai gravi les échelons. Arrivé en première division, je ne peux pas faire un pas en arrière. ».

#### Séville FC (2019-2023)

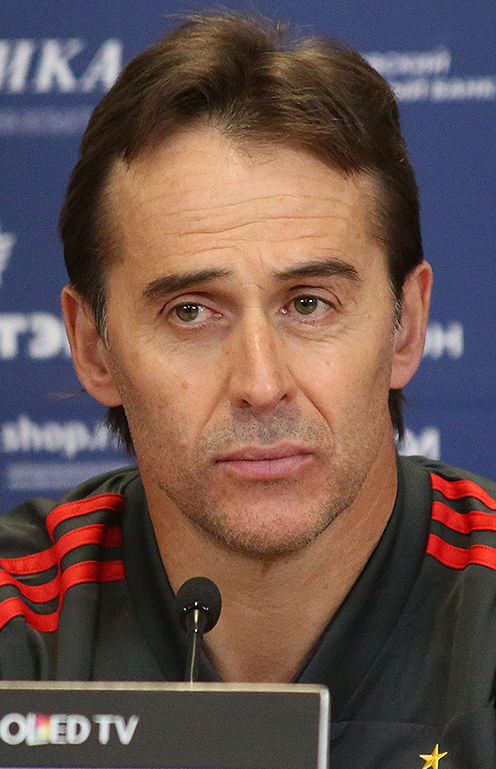
Julen Lopetegui, ici en 2017, fait de Bounou un élément indispensable au FC Séville.

##### Prêt d'une saison (2019-2020)
Le 2 septembre 2019, Bounou est prêté une saison avec option d'achat au Séville FC. Il hérite du no 13 sous Julen Lopetegui. Ayant passé un cap identique lors de son arrivée en Espagne à l'Atletico Madrid en 2012 pour être désigné troisième gardien, Yassine Bounou ne décourage pas et mise sur ses chances de défendre la cage sévillane. Il est automatiquement désigné comme deuxième gardien après Tomáš Vaclík et devant Sergio Rico. Lorsque son concurrent se blesse au milieu de la saison 2019-2020, Yassine Bono enfile les gants pour disputer une grande partie des matchs de la deuxième partie de la saison.
Le 12 juillet 2020, il délivre une passe décisive à Youssef En-Nesyri contre le RCD Majorque. Le 21 août 2020, il remporte la Ligue Europa face à l'Inter de Milan après s'être illustré avec ses arrêts décisifs en demi-finale face à Manchester United relevés par l'entraineur mancunien Ole Gunnar Solskjaer,. Ayant cumulé un total de six matchs en championnat, dix matchs en compétition continentale et deux matchs en Coupe d'Espagne, Yassine Bono termine sa première saison au Séville FC à la 4e place du championnat et s'assure de jouer la Ligue des champions 2020-21.

##### Levée de l'option d'achat par le Séville FC (depuis 2020)
Le 4 septembre 2020, Séville FC lève l'option d'achat de Bounou, désormais lié au club jusqu'en 2024, récompensant les bonnes performances de l'international marocain. Il garde le no 13 et est concurrencé par Tomáš Vaclík et Javi Díaz (en).

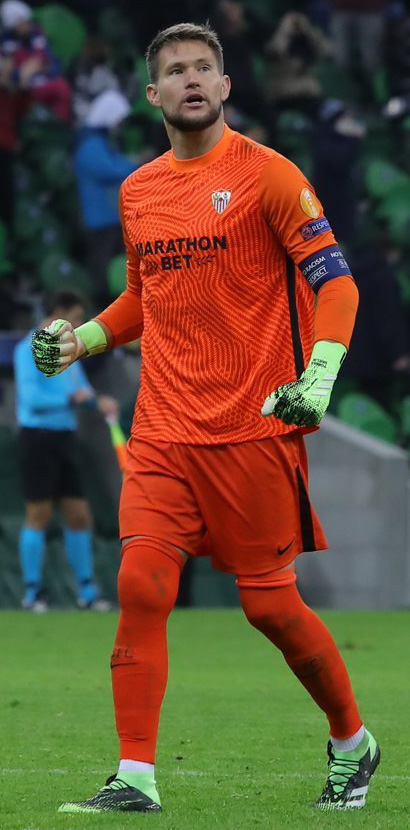
Bounou passe en 2020 devant son concurrent Tomáš Vaclík (ci - haut) dans la hiérarchie des gardiens.

Le 24 septembre, il est titularisé par Julen Lopetegui, dispute la Supercoupe de l'UEFA contre le Bayern Munich et concède deux buts lors d'une défaite 2-1. En février 2021, Bounou entre dans l'histoire du club après n'avoir encaissé aucun but pendant 528 minutes en Liga ; dépassant le record de Beto, de 516 minutes, obtenu en 2015.
Le 20 mars, il marque le premier but de sa carrière professionnelle contre le Real Valladolid lors de la 28e journée de championnat. Mené 1-0 dans le temps additionnel de la seconde période, Séville bénéficie d'un corner où le ballon finit dans les pieds du Marocain qui effectue une frappe du gauche à l'entrée de la ligne des six mètres et permet aux siens d'arracher un nul inespéré,. Il devient par ailleurs le premier gardien de l'histoire du Séville FC à marquer un but en championnat espagnol. Le 4 avril 2021, à l'occasion d'un match de championnat contre l'Atlético de Madrid, il fait à nouveau parler de lui à la suite d'une prestation hors norme. Acclamé en fin de match, Bounou a grandement contribué à la victoire du Séville FC, et a stoppé une tentative d’égalisation de l’Argentin Ángel Correa aux dernières minutes du match (victoire, 1-0). En concurrence avec le gardien de l'Atlético de Madrid Jan Oblak pour le titre du Trophée Zamora, Yassine Bono a un ratio de 0,72 buts encaissés après la 32e journée. Le 3 mai 2021, à l'occasion de la 33e journée, il encaisse un but contre l'Athletic Bilbao qui met un terme à la possibilité de remporter le précieux titre individuel. Yassine Bounou termine la saison à la quatrième place du championnat espagnol en ayant disputé 33 matchs en championnat, six matchs en Ligue des champions et six matchs en Coupe d'Espagne.
Le 30 octobre 2021, il délivre une passe décisive sur le but de Lucas Ocampos face à Osasuna (victoire, 2-0). Le 27 février 2022, il délivre une passe décisive à Munir El Haddadi sur le deuxième but de Séville face au Betis Séville (victoire, 2-1). En avril 2022, il remporte le Trophée Zamora devant son concurrent de championnat Thibaut Courtois. Quelques jours avant, le portier belge déclare à propos de Yassine Bounou : « Bounou est un bon ami, je le connais depuis l’époque où j’étais à Atlético Madrid. Si je ne remporte pas le trophée, j’aimerais que ce soit lui, il le mérite. Pour moi, remporter la Liga est prioritaire. » Le 22 mai 2022, à l'occasion du dernier match du Séville FC de la saison, face à l'Athletic Bilbao, il est mis sur le banc par son entraîneur Julen Lopetegui pour laisser place à Marko Dmitrović (victoire, 1-0). L'entraîneur fait ce choix pour aider Yassine Bounou à remporter le Trophée Zamora. Avec une statistique de 24 buts encaissés en 31 matchs (ratio de 0.77 buts encaissés), Yassine Bounou devient le deuxième footballeur africain à remporter ce trophée après Jacques Songo'o. Il reçoit également le MVP Award, couronnant le meilleur joueur africain du championnat espagnol de la saison, devançant Pierre-Emerick Aubameyang et Samuel Chukwueze. Le Séville FC termine la saison à la quatrième place du championnat espagnol derrière le Real Madrid, le FC Barcelone, et l'Atletico Madrid.
À la suite de plusieurs départs du club, dont le défenseur central Jules Koundé, la défense sévillane est décomposée, rendant la tâche difficile au gardien marocain en début de saison 2022-2023. Le 5 octobre 2022, il encaisse quatre buts en Ligue des champions à domicile face au Borussia Dortmund en phase de poule (défaite, 1-4). À la suite de cette défaite, Julen Lopetegui est directement viré après le match,. Un jour plus tard, Jorge Sampaoli est présenté comme nouvel entraîneur du Séville FC. Le 17 octobre 2022, à l'occasion de la remise du Ballon d'or distribué au Théâtre du Châtelet à Paris, Thibaut Courtois remporte le Trophée Yachine, au détriment de Yassine Bono, arrivé à la neuvième position. Le 18 octobre 2022, il arrête son premier penalty de la saison en championnat face au Valence CF, tiré au côté droit par José Gayà (match nul, 1-1).
En fin de saison 2022-2023, le 31 mai, il remporte la Ligue Europa en jouant un rôle clé dans la séance des tirs au but après un match nul de 1-1 face à l'AS Rome. Il arrête deux penaltys et s'offre un deuxième titre européen avec le club espagnol,. Sa prestation est saluée par la presse et les médias et remporte ainsi la distinction d'homme du match,,. Il déclare ainsi dans une interview avec l'UEFA : « Depuis que je suis arrivé à Séville, je me suis amélioré mentalement, sportivement et personnellement chaque année. Je ressens le désir de m'améliorer continuellement. Que j'aie gagné des récompenses individuelles ou non, que nous ayons gagné des titres ou non, j'ai toujours essayé de m'améliorer pour aider l'équipe. C'est un processus d'amélioration constante, mais je peux aussi dire qu'il s'agit de trouver de la joie dans le jeu. ». En championnat, il termine la saison 2022-23 à la douzième place du classement de La Liga.
Le 11 août 2023, alors qu'il est mis sur le marché des transferts par son club qui espère encaisser une somme de 20 millions d'euros, le Real Madrid montre un intérêt pour le gardien marocain sans pour autant faire d'offres, afin de pallier une longue absence de Thibaut Courtois pour cause de blessure,,. Entre-temps, il dispute le premier match de la saison 2023-2024 contre le Valence CF (défaite, 1-2) et les négociations avec le Real Madrid sont ralenties à cause du prix proposé par le FC Séville ainsi que sa potentielle participation (et absence) à la Coupe d'Afrique des nations en janvier 2024 avec la sélection marocaine,,.

#### Al-Hilal FC (depuis 2023)
Le 17 août 2023, il rejoint le club saoudien d'Al-Hilal entraîné par Jorge Jesus pour 21 millions d'euros. Il signe pour un contrat de trois ans, jusqu'en 2026. Le 24 août, il reçoit sa première titularisation sous le no 37 contre Al-Raed Saudi FC et réalise son premier clean-sheet (victoire, 0-4).
En fin de saison, il réalise le triplé saoudien en remportant le championnat, la Coupe et la Supercoupe d'Arabie saoudite,.

### Carrière internationale

#### Parcours junior avec le Maroc (2011-2012)

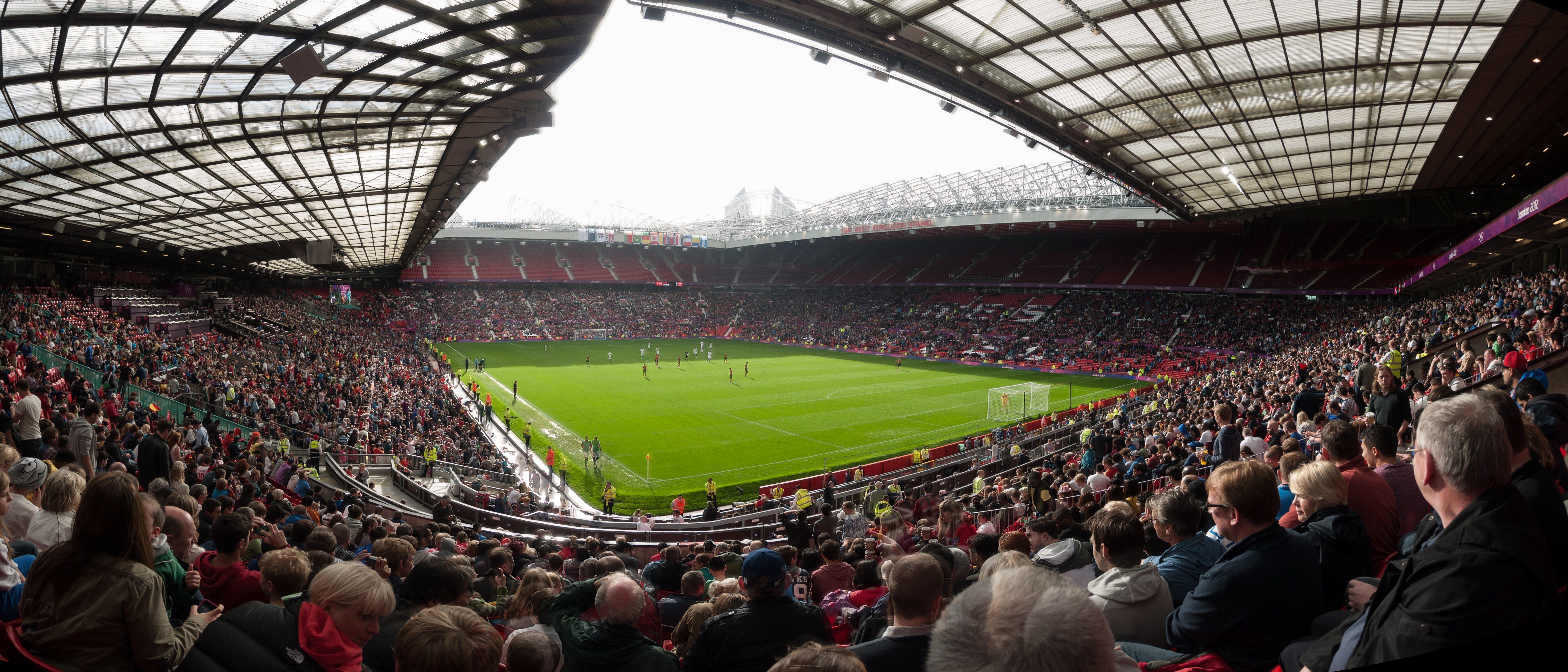
Avant-match entre le Maroc et l'Espagne aux JO 2012.

Possédant la double nationalité canadienne et marocaine, il reçoit des convocations en catégories inférieures de l'équipe du Maroc. Le 15 mai 2012, il reçoit une convocation du sélectionneur Pim Verbeek pour prendre part au Tournoi de Toulon 2012 avec le Maroc -20 ans, dans le cadre des préparations aux Jeux olympiques de 2012.
Le 19 juin 2012, il reçoit une convocation de Pim Verbeek pour disputer les Jeux olympiques de 2012 à Londres avec l'équipe du Maroc olympique. Il fait partie d'une liste définitive de 18 joueurs.
Dans la sélection marocaine âgé de moins de 23 ans, Bounou y retrouve des joueurs comme Nordin Amrabat, Houssine Kharja, Abdelaziz Barrada ou encore Zouhair Feddal. Il dispute trois matchs avec la sélection olympique, notamment contre le Honduras (2-2), le Japon (1-0) et l'Espagne (0-0).

#### Équipe du Maroc (depuis 2012)

##### Parcours avec Taoussi et Zaki (2012-2015)

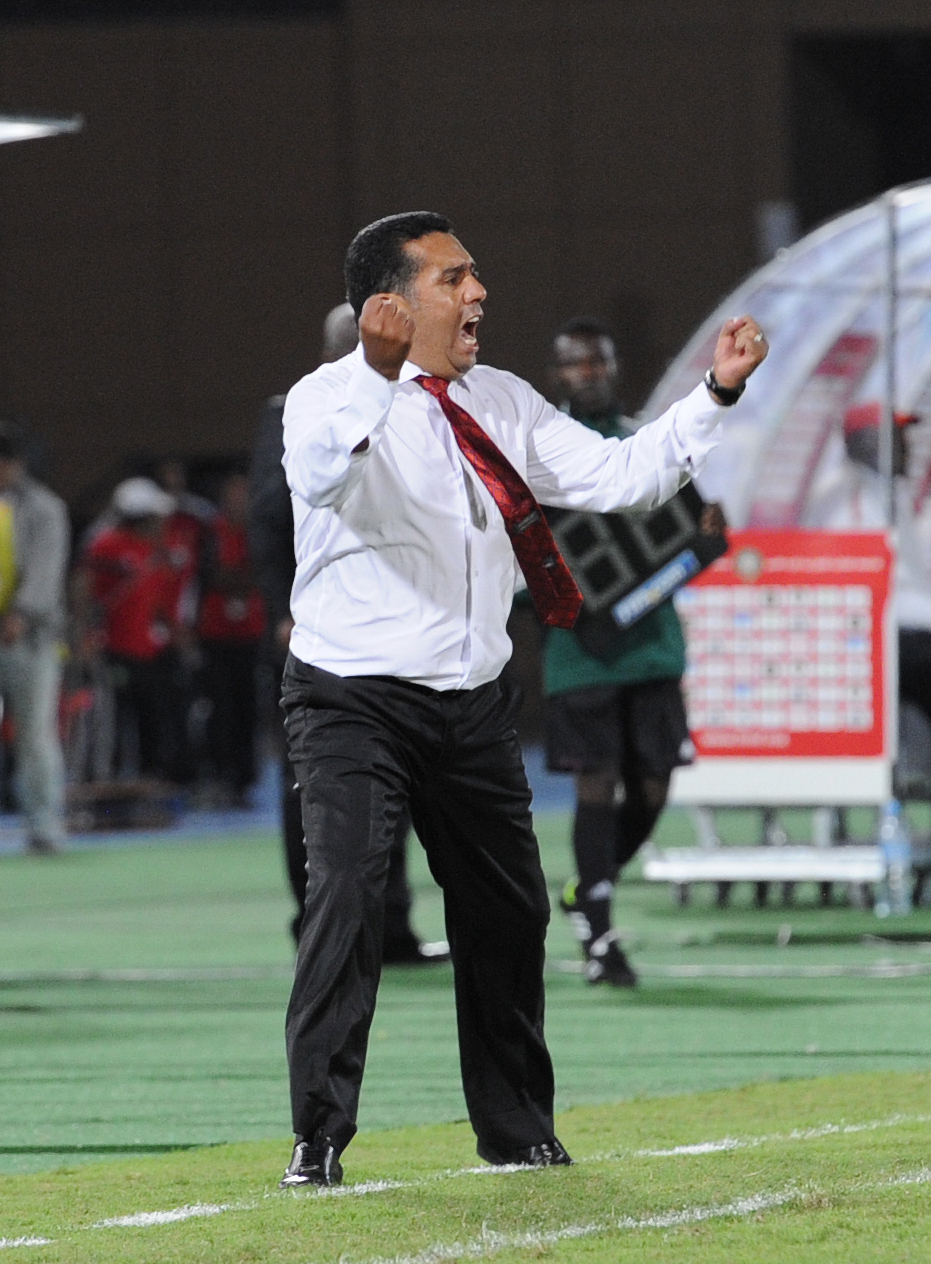
Rachid Taoussi (ici en 2013) lance Bounou en sélection marocaine en 2013.

Le 22 septembre 2012, Rachid Taoussi est désigné nouveau sélectionneur du Maroc, succédant à Eric Gerets. En novembre 2012, Bounou reçoit sa première convocation en sélection nationale pour le match du 14 novembre 2012 face au Togo au Stade Mohammed-V (défaite, 0-1). Cependant, Nadir Lamyaghri est titularisé et remplacé par le deuxième gardien Aziz El Kinani.

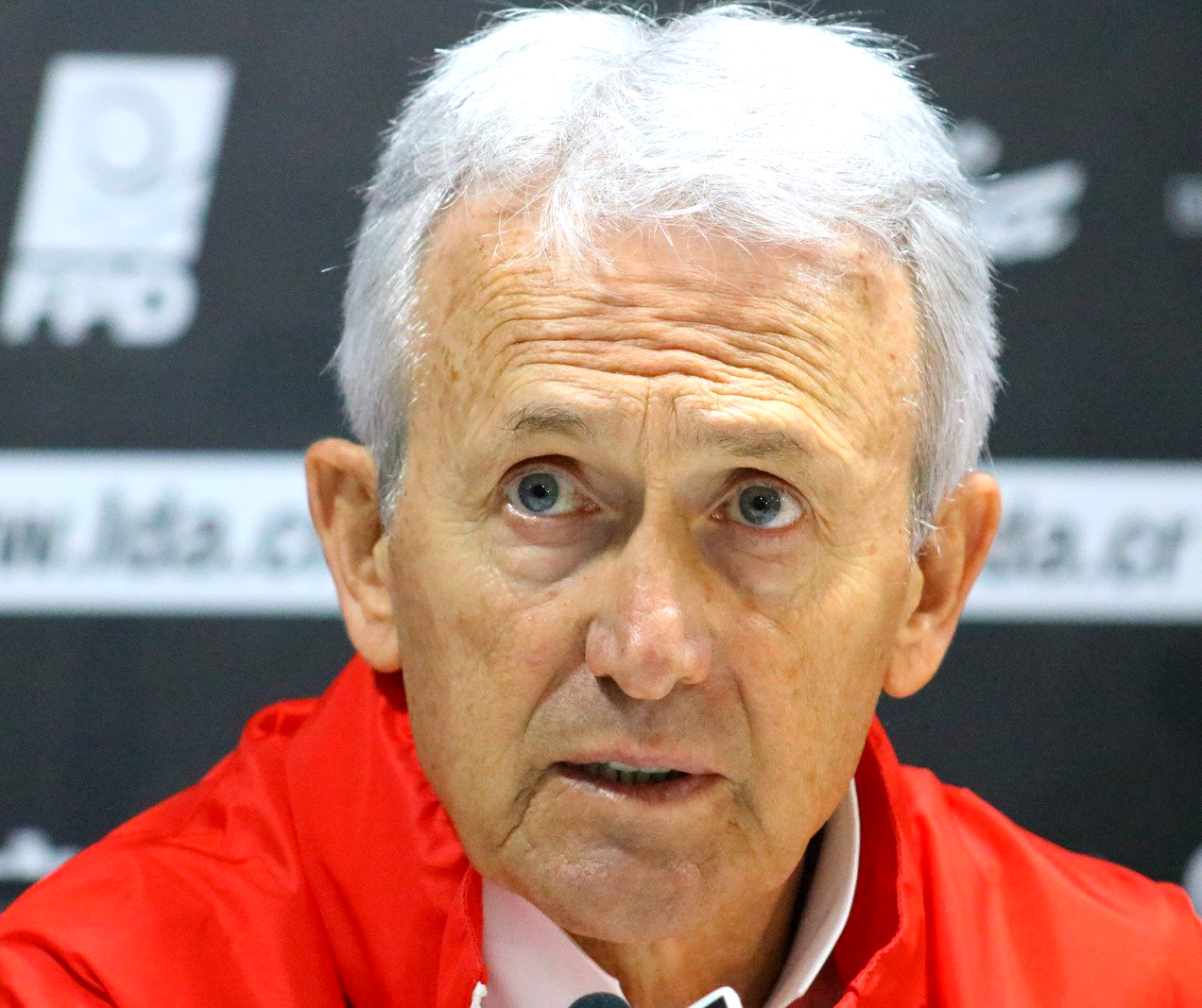
Benito Floro (ici en 2017) s'intéresse à Bounou en 2013 pour une carrière internationale avec le Canada.

N'ayant toujours pas fait ses débuts en équipe nationale, Yassine Bounou est contacté par Benito Floro (sélectionneur du Canada entre 2013 et 2016) pour représenter l'équipe du Canada, sans pour autant que la réponse s'avère positive. Yassine Bounou déclare à propos de cet appel téléphonique : « Finalement, ça ne s’est pas fait. Mon rêve était de jouer pour le Maroc, parce que j’ai joué dans toutes les catégories de jeunes de la sélection et c’était naturel de rêver des Lions de l'Atlas. »,.
Yassine Bounou est désigné troisième gardien dans l'effectif du nouveau sélectionneur. Il ne prend part à aucun match des éliminatoires de la Coupe du monde 2014. Le 14 août 2013, il reçoit sa première sélection sous Rachid Taoussi à l'occasion d'un match amical face au Burkina Faso au Stade Ibn-Batouta de Tanger (défaite, 1-2). En octobre 2013, son contrat au sein de la fédération marocaine n'est pas prolongé. Il est remplacé par le sélectionneur intérimaire Hassan Benabicha.
Le 2 mai 2014, Badou Zaki est désigné nouvel entraîneur de l'équipe du Maroc. Un grand nombre de matchs amicaux suivront et un grand travail de reconstruction a lieu au sein de la fédération marocaine et des éléments clés de l'équipe nationale. Bounou reçoit trois titularisations dans plusieurs trêves internationales ayant lieu en 2014, notamment le 7 septembre 2014 face à la Libye (victoire, 3-0), le 13 octobre 2014 face au Kenya (victoire, 3-0) et le 16 novembre 2014 face au Zimbabwe (victoire, 2-1). Toutefois, Bounou fait face à une concurrence avec Anas Zniti et Mohamed Amsif. Bounou passe la majorité des matchs sur le banc pendant que le Maroc enchaîne les défaites. Après une énième défaite sur le banc face à la Côte d'Ivoire le 9 octobre 2015 et un match nul face à la Guinée trois jours plus tard au Stade Adrar d'Agadir, dans lequel Bounou est titularisé, Badou Zaki est limogé de son poste de sélectionneur après de multiples mauvais résultats.

##### Parcours avec Hervé Renard (2016-2019)
Le 16 février 2016, Hervé Renard est nommé nouveau sélectionneur du Maroc. Le sélectionneur français constitue une hiérarchie fixe dans le poste de gardien, plaçant Bounou en tant que deuxième gardien de la sélection marocaine après Munir El Kajoui, suivi d'Anas Zniti ou Reda Tagnaouti. Yassine Bounou ne dispute qu'un seul match comptant pour les éliminatoires de la CAN 2017, notamment le 4 septembre 2016 face à Sao Tomé-et-Principe (victoire, 2-0). Quelques mois plus tard, il en profite pour montrer ses qualités à l'occasion d'un match amical face au Canada (victoire, 4-0). Il reçoit en 2017 une seule cape, face à la Tunisie (victoire, 1-0). Malgré les nombreux clean-sheets, Hervé Renard reste fixe sur ses décisions et désigne Munir El Kajoui comme gardien principale lors de la Coupe d'Afrique des nations 2017. Le Maroc ressort de cette compétition en atteignant les quarts de finale.

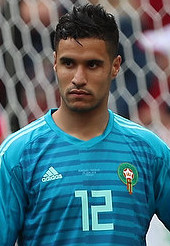
Hervé Renard opte pour Munir El Kajoui en tant que gardien principal.

N'ayant pris part à aucun match aux éliminatoires de la Coupe du monde 2018, le 11 novembre 2017, le Maroc se qualifie officiellement après une victoire de 0-2 face à la Côte d'Ivoire au Stade Félix-Houphouët-Boigny d'Abidjan, match joué avec Munir El Kajoui dans les cages du Maroc. Yassine Bounou dispute un seul match de préparation à la Coupe du monde 2018, le 4 juin 2018 face à la Slovaquie (victoire, 1-2). Prenant part au voyage en Russie en tant que deuxième gardien, Le Maroc est éliminé au premier tour contre (Iran, Portugal et Espagne).
Après une remarquable saison 2018-2019 avec Girona FC en Liga, Bounou commence à s’imposer en tant que titulaire dans certains matchs de la sélection, notamment lors des éliminatoires de la CAN 2019. En fin 2018, il prend part à quatre matchs sur trois des éliminatoires de la CAN 2019. Ses résultats comparés à ceux de son concurrent Munir El Kajoui, la différence est alors flagrante aux yeux du sélectionneur, mais également des supporters (titulaire face au Malawi : victoire, 3-0, titulaire face aux Comores : victoire, 1-0, titulaire face au Cameroun : victoire, 2-0). En revanche, son concurrent dispute un seul match, notamment le match retour face aux Comores et la rencontre se solde sur un match nul de 2-2. Yassine Bounou est récompensé en mars et juin 2019 en disputant plusieurs matchs de préparation à la CAN 2019 : le 26 mars 2019 face à l'Argentine (défaite, 0-1), le 12 juin 2019 face à la Gambie (défaite, 0-1) et le 16 juin 2019 face à la Zambie (défaite, 2-3). Ses multiples titularisations laissent présager que Yassine Bounou jouera titulaire lors de la CAN 2019.
En juin 2019, Yassine Bounou dispute la Coupe d'Afrique des nations 2019 en tant que titulaire. En phase de groupe, les Marocains battent la Namibie, la Côte d'Ivoire et l'Afrique du Sud sur le score de un but à zéro. Les Marocains sont éliminés en huitièmes de finale face au Bénin (match nul, 1-1 ; défaite aux t.a.b., 2-5). Le seul match disputé par son concurrent Munir El Kajoui est celui face à l'Afrique du Sud. Quelques jours après la désillusion du Maroc lors de cette CAN, le 21 juillet 2019, Hervé Renard présente sa démission au sein de la fédération marocaine.

#### Élément indispensable sous Vahid, qualifications au Mondial 2022 et CAN 2021 (2019-2022)
Le 15 août 2019, Vahid Halilhodžić est présenté par le président Fouzi Lekjaa comme le nouveau sélectionneur de l'équipe du Maroc. Le sélectionneur bosnien fait de Bounou son gardien numéro un, en partie grâce à ses prestations en club avec le Séville FC.
Yassine Bounou dispute la quasi-totalité des matchs des éliminatoires de la CAN 2021 en tant que titulaire. L'équipe du Maroc fait partie des nations avec la meilleure défense, à la suite de seulement un but encaissé lors des matchs de poule face à la Mauritanie, le Burundi et la République centrafricaine. En fin de phase qualificative, Yassine Bounou figure dans l'équipe-type des éliminatoires, prenant le poste du meilleur gardien. Le Maroc termine sa campagne qualificative à la première place du groupe et se qualifie officiellement à la CAN 2021. Le 23 décembre 2021, il figure officiellement dans la liste des 28 joueurs sélectionnés de Vahid Halilhodžić pour la Coupe d'Afrique des nations 2021 au Cameroun. Il dispute tous les matchs en tant que gardien titulaire et atteint les quarts de finale de la compétition, éliminé par l'Égypte dans les prolongations (défaite, 1-2).
Le 17 mars 2022, il est sélectionné par Vahid Halilhodžić pour une double confrontation contre la République démocratique du Congo comptant pour les éliminatoires de la Coupe du monde 2022,. Le 25 mars 2022, il est titularisé à l'occasion du match aller à Kinshasa et dispute 90 minutes (match nul, 1-1). Lors du match retour à Casablanca, il débute titulaire et sort sur une blessure à la 43e minute, remplacé par Munir Mohand Mohamedi. Le match se solde sur une victoire de 4-1, validant ainsi le ticket pour la Coupe du monde 2022 au Qatar,. En Coupe du monde 2022, Yassine Bono se retrouve dans un groupe composé de la Belgique, du Canada et de la Croatie.
Le 11 août 2022, Vahid Halilhodžić est viré de son poste de sélectionneur au sein de l'équipe du Maroc,,.

#### Participation à la Coupe du monde 2022 au Qatar
Le 12 septembre 2022, il reçoit une convocation du nouveau sélectionneur du Maroc Walid Regragui pour un stage de préparation à la Coupe du monde 2022 à Barcelone et Séville pour deux confrontations amicaux, notamment face au Chili et au Paraguay,. Le 23 septembre 2022, à l'occasion du premier match du sélectionneur Walid Regragui face au Chili au Stade Cornellà-El Prat, il est titularisé et dispute 90 minutes, avant que le terrain soit envahi par les supporters après le coup de sifflet final (victoire, 2-0),. Le 27 septembre 2022, à l'occasion du deuxième match de la trêve internationale face au Paraguay, il est titularisé et dispute 90 minutes au Stade Benito-Villamarín (match nul, 0-0).
Le 10 novembre 2022, il figure officiellement dans la liste des 26 joueurs sélectionnés par Walid Regragui pour prendre part à la Coupe du monde 2022 au Qatar. Le 17 novembre 2022, à quelques jours du Mondial, il est titularisé en amical face à la Géorgie à Sharjah aux Émirats arabes unis (victoire, 3-0). Titulaire lors du premier match de la compétition face à la Croatie, il est annoncé comme tel lors du match suivant contre la Belgique. Cependant, atteint de vertiges, conséquences selon lui d'une blessure face à la Croatie, il est remplacé au tout dernier moment par Munir El Kajoui alors qu'il avait été présent sur le terrain pour la cérémonie des hymnes. Le 6 décembre 2022, le match des huitièmes de finale de la Coupe du monde 2022, face à l'Espagne, se termine au score de 0-0. Lors des tirs de pénaltys, Yassine Bounou réussit à arrêter trois tirs consécutifs et permet, ainsi, au Maroc de se qualifier aux quarts de finale de la Coupe du monde, pour la première fois de son histoire. Le Maroc creuse l'exploit en quarts de finale en battant le Portugal sur le score de 1-0. En demi-finale, les Marocains sont éliminés après une défaite de 2-0 face à la France. Trois jours plus tard, les Marocains perdent à nouveau à l'occasion du match de la troisième place face à la Croatie (défaite, 2-1). Le Maroc termine ainsi la compétition à la quatrième place.
Le 20 décembre 2022, à l'occasion de son retour du Qatar, il est invité avec ses coéquipiers au Palais royal de Rabat par le roi Mohammed VI, le prince Hassan III et Moulay Rachid pour être officiellement décoré Ordre du Trône, héritant du grade officier,,,.

#### CAN 2023: Huitième-de-finaliste
Le 25 mars 2023, les Marocains font leur retour à domicile et sont accueillis par 65 000 supporters au Stade Ibn-Batouta de Tanger à l'occasion d'un match amical face au Brésil, auquel Bounou est titularisé (victoire, 2-1),,. Il est à l'origine du but de Casemiro concédé à la suite d'une boulette. Cette victoire du Maroc entre dans l'histoire et l'équipe du Maroc devient la première équipe arabe de l'histoire à battre le Brésil. Ce match bat également une audience record au sein de la population marocaine locale avec au moins 10 millions de téléspectateurs,. Trois jours plus tard face au Pérou, il est de nouveau titularisé et les Marocains font match nul au Stade Metropolitano de Madrid (0-0),.
Sélectionné en septembre 2023, le premier match contre le Liberia, entrant dans le cadre des qualifications à la CAN 2023 est annulé et reporté à la suite du séisme du Maroc,. Cependant, le deuxième match prévu en amical contre le Burkina Faso est maintenu et joué au Stade Bollaert-Delelis de Lens,. Lors de ce match, il est titularisé (victoire, 1-0),. Le 28 décembre 2023, il est retenu dans la liste des vingt-sept joueurs marocains sélectionnés par Walid Regragui pour disputer la Coupe d'Afrique des nations 2023,,.
Le 17 janvier 2024, lors de la Coupe d'Afrique des Nations 2023, le gardien Yassine Bounou joue son premier match du tournoi, contribuant à la victoire du Maroc 3-0 contre la Tanzanie au Stade Laurent Pokou de San-Pédro,. Au cours du tournoi, le Maroc concède ensuite un match nul 1-1 contre la République démocratique du Congo, une rencontre notée pour une altercation générale en fin de match,. Durant cet incident, Bounou est filmé en train d'intervenir pour empêcher une escalade entre Youssef En-Nesyri et Chancel Mbemba dans les couloirs,,. Lors du troisième match, Bounou réalise un second clean-sheet, contribuant à la victoire 1-0 contre la Zambie. En huitièmes de finale, les Lions de l'Atlas sont éliminés par l'Afrique du Sud sur un score de 2-0. Bounou est titularisé dans l'ensemble du parcours du Maroc dans la compétition.

## Style de jeu
Le style de jeu de Yassine Bounou se caractérise par sa grande taille (1m95) et son envergure, qui lui permettent de couvrir une grande partie du but. Il est également très fort dans les sorties aériennes et a une excellente lecture du jeu pour intercepter les centres adverses.

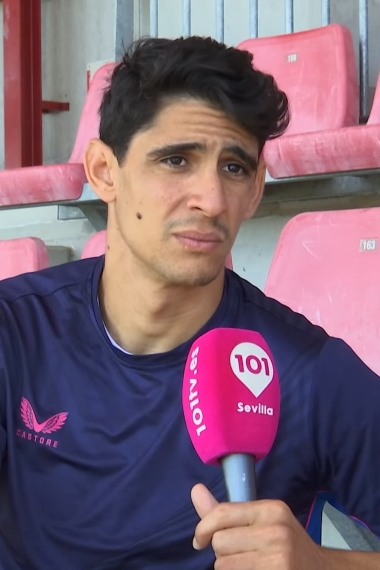
Bounou livrant une interview en 2023.

En plus de ses capacités physiques, Bounou est également un gardien de but très intelligent qui anticipe bien les mouvements des attaquants adverses. Il a une bonne technique de plongée et est capable d'effectuer des arrêts spectaculaires. Il est également très sûr dans sa prise de balle et dans sa capacité à contrôler son domaine. Montant régulièrement en pointe de l'attaque dans des enjeux où son équipe est défaite, il parvient une fois dans sa carrière à inscrire un but dans les arrêts de jeu, le 20 mars 2021 contre le Real Valladolid CF en championnat.
L'une des caractéristiques les plus marquantes de Yassine Bounou est sa capacité à arrêter les penaltys, que ce soit au long de sa carrière en club, comme lors de la Coupe du monde 2022 où il enchaine de bonnes prestations sur la scène internationale,,. Connu également pour ses sourires lors des séances de penaltys, il explique lors d'une interview avec l'UEFA : « J’ai grandi dans un environnement heureux, Dieu merci, dans une société où il y a toujours la référence à quelque chose de divin quand on est confronté à un problème. Le football n’est qu’un un sport, après tout. Un jour ça va s’arrêter. La communication, le respect et l'amour entre les gens vont continuer. ». Il encaisse en moyenne que très peu de buts. Malgré ses bonnes statistiques en tant que gardien, il lui arrive parfois de faire des boulettes.
En tant que gardien polygotte : arabe, français, anglais et espagnol, Bounou excelle également dans son rôle de communicateur sur le terrain. Il n'hésite pas à communiquer constamment avec sa défense pour coordonner les mouvements et organiser la ligne arrière de son équipe. Sa capacité à inspirer confiance à ses coéquipiers est palpable, et il joue un rôle crucial en maintenant la cohésion de l'équipe. En dehors des matchs, il est souvent vu en train d'encourager et de motiver ses camarades de manière positive, renforçant ainsi l'esprit d'équipe qui est essentiel pour atteindre des sommets dans le football professionnel. C'est un leader silencieux, mais son influence sur le terrain et dans le vestiaire est indéniable.

## Statistiques

### Statistiques en club
| Saison                | Club                  | Championnat           | Championnat | Championnat | Championnat | Coupe(s) nationale(s) | Coupe(s) nationale(s) | Coupe(s) nationale(s) | Compétition(s) continentale(s) | Compétition(s) continentale(s) | Compétition(s) continentale(s) | Compétition(s) continentale(s) | Supercoupe UEFA | Supercoupe UEFA | Supercoupe UEFA | Coupe du monde des clubs | Coupe du monde des clubs | Coupe du monde des clubs | Maroc | Maroc | Maroc | Total | Total | Total |
| Saison                | Club                  | Division              | M.          | B.          | P.d.        | M.                    | B.                    | P.d.                  | Comp.                          | M.                             | B.                             | P.d.                           | M.              | B.              | P.d.            | M.                       | B.                       | P.d.                     | M.    | B.    | P.d.  | M.    | B.    | P.d.  |
| 2011-2012             | Wydad AC              | Botola Pro            | 10          | 0           | 0           | -                     | -                     | -                     | C1                             | 1                              | 0                              | 0                              | -               | -               | -               | -                        | -                        | -                        | -     | -     | -     | 11    | 0     | 0     |
| Sous-total            | Sous-total            | Sous-total            | 10          | 0           | 0           | -                     | -                     | -                     | -                              | 1                              | 0                              | 0                              | 0               | 0               | 0               | -                        | -                        | -                        | -     | -     | -     | 11    | 0     | 0     |
| 2012-2013             | Atlético de Madrid B  | Segunda División      | 24          | 0           | 0           | -                     | -                     | -                     | -                              | -                              | -                              | -                              | -               | -               | -               | -                        | -                        | -                        | -     | -     | -     | 24    | 0     | 0     |
| 2013-2014             | Atlético de Madrid B  | Segunda División      | 23          | 0           | 0           | -                     | -                     | -                     | -                              | -                              | -                              | -                              | -               | -               | -               | -                        | -                        | -                        | 1     | 0     | 0     | 24    | 0     | 0     |
| Sous-total            | Sous-total            | Sous-total            | 47          | 0           | 0           | -                     | -                     | -                     | -                              | -                              | -                              | -                              | 0               | 0               | 0               | -                        | -                        | -                        | 1     | 0     | 0     | 48    | 0     | 0     |
| 2014-2015             | Real Saragosse (prêt) | LaLiga 2              | 19          | 0           | 0           | -                     | -                     | -                     | -                              | -                              | -                              | -                              | -               | -               | -               | -                        | -                        | -                        | 3     | 0     | 0     | 22    | 0     | 0     |
| 2015-2016             | Real Saragosse (prêt) | LaLiga 2              | 19          | 0           | 0           | -                     | -                     | -                     | -                              | -                              | -                              | -                              | -               | -               | -               | -                        | -                        | -                        | 1     | 0     | 0     | 20    | 0     | 0     |
| Sous-total            | Sous-total            | Sous-total            | 38          | 0           | 0           | -                     | -                     | -                     | -                              | -                              | -                              | -                              | 0               | 0               | 0               | -                        | -                        | -                        | 4     | 0     | 0     | 42    | 0     | 0     |
| 2016-2017             | Girona FC             | LaLiga 2              | 21          | 0           | 0           | 0                     | 0                     | 0                     | -                              | -                              | -                              | -                              | -               | -               | -               | -                        | -                        | -                        | 3     | 0     | 0     | 24    | 0     | 0     |
| 2017-2018             | Girona FC             | LaLiga                | 30          | 0           | 0           | 1                     | 0                     | 0                     | -                              | -                              | -                              | -                              | -               | -               | -               | -                        | -                        | -                        | 2     | 0     | 0     | 33    | 0     | 0     |
| 2018-2019             | Girona FC             | LaLiga                | 32          | 0           | 0           | 0                     | 0                     | 0                     | -                              | -                              | -                              | -                              | -               | -               | -               | -                        | -                        | -                        | 9     | 0     | 0     | 41    | 0     | 0     |
| Sous-total            | Sous-total            | Sous-total            | 83          | 0           | 0           | 1                     | 0                     | 0                     | -                              | -                              | -                              | -                              | 0               | 0               | 0               | -                        | -                        | -                        | 14    | 0     | 0     | 98    | 0     | 0     |
| 2019-2020             | Séville FC (prêt)     | LaLiga                | 6           | 0           | 1           | 2                     | 0                     | 0                     | C3                             | 10                             | 0                              | 0                              | -               | -               | -               | -                        | -                        | -                        | 4     | 0     | 0     | 22    | 0     | 1     |
| 2020-2021             | Séville FC            | LaLiga                | 33          | 1           | 0           | 6                     | 0                     | 0                     | C1+SU                          | 5+1                            | 0                              | 0                              | -               | -               | -               | -                        | -                        | -                        | 5     | 0     | 0     | 50    | 1     | 0     |
| 2021-2022             | Séville FC            | LaLiga                | 31          | 0           | 2           | 0                     | 0                     | 0                     | C1+C3                          | 6+4                            | 0+0                            | 0+0                            | -               | -               | -               | -                        | -                        | -                        | 15    | 0     | 0     | 56    | 0     | 2     |
| 2022-2023             | Séville FC            | LaLiga                | 27          | 0           | 0           | 1                     | 0                     | 0                     | C1+C3                          | 4+6                            | 0+0                            | 0+0                            | -               | -               | -               | -                        | -                        | -                        | 11    | 0     | 0     | 49    | 0     | 0     |
| 2023-2024             | Séville FC            | LaLiga                | 1           | 0           | 0           | -                     | -                     | .                     | C1                             | -                              | -                              | -                              | 1               | 0               | 0               | -                        | -                        | -                        | -     | -     | -     | 2     | 0     | 0     |
| Sous-total            | Sous-total            | Sous-total            | 99          | 1           | 3           | 9                     | 0                     | 0                     | -                              | 35                             | 0                              | 0                              | 1               | 0               | 0               | -                        | -                        | -                        | 36    | 0     | 0     | 180   | 1     | 3     |
| 2023-2024             | Al-Hilal FC           | Saudi Pro League      | 31          | 0           | 0           | 3                     | 0                     | 0                     | C1                             | 5                              | 0                              | 0                              | -               | -               | -               | -                        | -                        | -                        | 9     | 0     | 0     | 48    | 0     | 0     |
| 2024-2025             | Al-Hilal FC           | Saudi Pro League      | 31          | 0           | 0           | 1                     | 0                     | 0                     | C1                             | 10                             | 0                              | 0                              | -               | -               | -               | 5                        | 0                        | 0                        | 7     | 0     | 0     | 54    | 0     | 0     |
| Sous-total            | Sous-total            | Sous-total            | 62          | 0           | 0           | 4                     | 0                     | 0                     | -                              | 15                             | 0                              | 0                              | 0               | 0               | 0               | 5                        | 0                        | 0                        | 16    | 0     | 0     | 102   | 0     | 0     |
| Total sur la carrière | Total sur la carrière | Total sur la carrière | 337         | 1           | 3           | 14                    | 0                     | 0                     | -                              | 49                             | 0                              | 0                              | 3               | 0               | 0               | 5                        | 0                        | 0                        | 70    | 0     | 0     | 478   | 1     | 3     |

### Statistiques en sélection
| Matches internationaux de Yassine Bounou | Matches internationaux de Yassine Bounou | Matches internationaux de Yassine Bounou                      | Matches internationaux de Yassine Bounou | Matches internationaux de Yassine Bounou | Matches internationaux de Yassine Bounou | Matches internationaux de Yassine Bounou | Matches internationaux de Yassine Bounou |
| 0                                        | Date                                     | Lieu                                                          | Adversaire                               | Score                                    | Résultats                                | Compétitions                             |                                          |
| ---------------------------------------- | ---------------------------------------- | ------------------------------------------------------------- | ---------------------------------------- | ---------------------------------------- | ---------------------------------------- | ---------------------------------------- | ---------------------------------------- |
| 1                                        | 14 août 2013                             | Stade Ibn Batouta, Tanger, Maroc                              | Burkina Faso                             | —                                        | 1-2                                      | Match amical                             |                                          |
| 2                                        | 7 septembre 2014                         | Grand Stade de Marrakech, Marrakech, Maroc                    | Libye                                    | —                                        | 3-0                                      | Match amical                             |                                          |
| 3                                        | 13 octobre 2014                          | Grand Stade de Marrakech, Marrakech, Maroc                    | Kenya                                    | —                                        | 3-0                                      | Match amical                             |                                          |
| 4                                        | 16 novembre 2014                         | Stade Adrar, Agadir, Maroc                                    | Zimbabwe                                 | —                                        | 2-1                                      | Match amical                             |                                          |
| 5                                        | 12 octobre 2015                          | Stade Adrar, Agadir, Maroc                                    | Guinée                                   | —                                        | 1-1                                      | Match amical                             |                                          |
| 6                                        | 4 septembre 2016                         | Complexe sportif Moulay-Abdallah, Rabat, Maroc                | Sao Tomé-et-Principe                     | —                                        | 2-0                                      | Qualifications à la Coupe d'Afrique 2017 |                                          |
| 7                                        | 11 octobre 2016                          | Grand Stade de Marrakech, Marrakech, Maroc                    | Canada                                   | —                                        | 4-0                                      | Match amical                             |                                          |
| 8                                        | 28 mars 2017                             | Grand Stade de Marrakech, Marrakech, Maroc                    | Tunisie                                  | —                                        | 1-0                                      | Match amical                             |                                          |
| 9                                        | 10 octobre 2017                          | Grand Stade de Marrakech, Marrakech, Maroc                    | Corée du Sud                             | —                                        | 3-1                                      | Match amical                             |                                          |
| 10                                       | 4 juin 2018                              | Stade de Genève, Genève, Suisse                               | Slovaquie                                | —                                        | 2-1                                      | Match amical                             |                                          |
| 11                                       | 8 septembre 2018                         | Stade Mohammed-V, Casablanca, Maroc                           | Malawi                                   | —                                        | 3-0                                      | Qualifications à la Coupe d'Afrique 2019 |                                          |
| 12                                       | 13 octobre 2018                          | Stade Mohammed-V, Casablanca, Maroc                           | Comores                                  | —                                        | 1-0                                      | Qualifications à la Coupe d'Afrique 2019 |                                          |
| 13                                       | 16 novembre 2018                         | Stade Mohammed-V, Casablanca, Maroc                           | Cameroun                                 | —                                        | 2-0                                      | Qualifications à la Coupe d'Afrique 2019 |                                          |
| 14                                       | 26 mars 2019                             | Stade Ibn Batouta, Tanger, Maroc                              | Argentine                                | —                                        | 0-1                                      | Match amical                             |                                          |
| 15                                       | 12 juin 2019                             | Grand Stade de Marrakech, Marrakech, Maroc                    | Gambie                                   | —                                        | 0-1                                      | Match amical                             |                                          |
| 16                                       | 16 juin 2019                             | Grand Stade de Marrakech, Marrakech, Maroc                    | Zambie                                   | —                                        | 2-3                                      | Match amical                             |                                          |
| 17                                       | 23 juin 2019                             | Stade de l'Académie militaire du Caire, Le Caire, Égypte      | Namibie                                  | —                                        | 1-0                                      | CAN 2019                                 |                                          |
| 18                                       | 28 juin 2019                             | Stade de l'Académie militaire du Caire, Le Caire, Égypte      | Côte d'Ivoire                            | —                                        | 1-0                                      | CAN 2019                                 |                                          |
| 19                                       | 5 juillet 2019                           | Stade de l'Académie militaire du Caire, Le Caire, Égypte      | Bénin                                    | —                                        | 1-1                                      | CAN 2019                                 |                                          |
| 20                                       | 6 septembre 2019                         | Grand Stade de Marrakech, Marrakech, Maroc                    | Burkina Faso                             | —                                        | 1-1                                      | Match amical                             |                                          |
| 21                                       | 11 octobre 2019                          | Stade d'honneur d'Oujda, Oujda, Maroc                         | Libye                                    | —                                        | 1-1                                      | Match amical                             |                                          |
| 22                                       | 15 novembre 2019                         | Complexe sportif Moulay-Abdallah, Rabat, Maroc                | Mauritanie                               | —                                        | 0-0                                      | Éliminatoires de la CAN 2021             |                                          |
| 23                                       | 19 novembre 2019                         | Stade du Prince Louis Rwagasore, Bujumbura, Burundi           | Burundi                                  | —                                        | 3-0                                      | Éliminatoires de la CAN 2021             |                                          |
| 24                                       | 9 octobre 2020                           | Complexe sportif Moulay-Abdallah, Rabat, Maroc                | Sénégal                                  | —                                        | 3-1                                      | Match amical                             |                                          |
| 25                                       | 13 novembre 2020                         | Stade Mohammed-V, Casablanca, Maroc                           | Centrafrique                             | —                                        | 4-1                                      | Éliminatoires de la CAN 2021             |                                          |
| 26                                       | 17 novembre 2020                         | Stade de la Réunification, Douala, Cameroun                   | Centrafrique                             | —                                        | 0-2                                      | Éliminatoires de la CAN 2021             |                                          |
| 27                                       | 26 mars 2021                             | Stade olympique de Nouakchott, Mauritanie                     | Mauritanie                               | —                                        | 0-0                                      | Éliminatoires de la CAN 2021             |                                          |
| 28                                       | 8 juin 2021                              | Complexe sportif Moulay-Abdallah, Rabat, Maroc                | Ghana                                    | —                                        | 1-0                                      | Match amical                             |                                          |
| 29                                       | 2 septembre 2021                         | Complexe sportif Moulay-Abdallah, Rabat, Maroc                | Soudan                                   | —                                        | 2-0                                      | Éliminatoires de la CAN 2021             |                                          |
| 30                                       | 6 octobre 2021                           | Complexe sportif Moulay-Abdallah, Rabat, Maroc                | Guinée-Bissau                            | —                                        | 5-0                                      | Éliminatoires de la CAN 2021             |                                          |
| 31                                       | 9 octobre 2021                           | Stade Mohammed-V, Casablanca, Maroc                           | Guinée-Bissau                            | —                                        | 0-3                                      | Éliminatoires de la CAN 2021             |                                          |
| 32                                       | 12 octobre 2021                          | Complexe sportif Moulay-Abdallah, Rabat, Maroc                | Guinée                                   | —                                        | 1-4                                      | Éliminatoires de la CAN 2021             |                                          |
| 33                                       | 12 novembre 2021                         | Complexe sportif Moulay-Abdallah, Rabat, Maroc                | Soudan                                   | —                                        | 0-3                                      | Éliminatoires de la CAN 2021             |                                          |
| 34                                       | 16 novembre 2021                         | Complexe sportif Moulay-Abdallah, Rabat, Maroc                | Guinée                                   | —                                        | 3-0                                      | Éliminatoires de la CAN 2021             |                                          |
| 35                                       | 10 janvier 2022                          | Stade Ahmadou-Ahidjo, Yaoundé, Cameroun                       | Ghana                                    | —                                        | 1-0                                      | CAN 2021                                 |                                          |
| 36                                       | 14 janvier 2022                          | Stade Ahmadou-Ahidjo, Yaoundé, Cameroun                       | Comores                                  | —                                        | 2-0                                      | CAN 2021                                 |                                          |
| 37                                       | 25 janvier 2022                          | Stade Ahmadou-Ahidjo, Yaoundé, Cameroun                       | Malawi                                   | —                                        | 2-1                                      | CAN 2021                                 |                                          |
| 38                                       | 30 janvier 2022                          | Stade Ahmadou-Ahidjo, Yaoundé, Cameroun                       | Égypte                                   | —                                        | 1-2                                      | CAN 2021                                 |                                          |
| 39                                       | 25 mars 2022                             | Stade des Martyrs, Kinshasa, République démocratique du Congo | RD Congo                                 | —                                        | 1-1                                      | Éliminatoires de la CAN 2021             |                                          |
| 40                                       | 29 mars 2022                             | Stade Mohammed-V, Casablanca, Maroc                           | RD Congo                                 | —                                        | 4-1                                      | Éliminatoires de la CAN 2021             |                                          |
| 41                                       | 2 juin 2022                              | TQL Stadium, Cincinnati, États-Unis                           | États-Unis                               | —                                        | 3-0                                      | Match amical                             |                                          |
| 42                                       | 9 juin 2022                              | Complexe sportif Moulay-Abdallah, Rabat, Maroc                | Afrique du Sud                           | —                                        | 2-1                                      | Éliminatoires de la CAN 2023             |                                          |
| 43                                       | 13 juin 2022                             | Stade Mohammed-V, Casablanca, Maroc                           | Liberia                                  | —                                        | 0-2                                      | Éliminatoires de la CAN 2023             |                                          |
| 44                                       | 23 septembre 2022                        | Stade Cornellà-El Prat, Barcelone, Espagne                    | Chili                                    | —                                        | 2-0                                      | Match amical                             |                                          |
| 45                                       | 27 septembre 2022                        | Stade Benito-Villamarín, Séville, Espagne                     | Paraguay                                 | —                                        | 0-0                                      | Match amical                             |                                          |
| 46                                       | 17 novembre 2022                         | Stade de Sharjah, Sharjah, Emirats arabes unis                | Géorgie                                  | —                                        | 3-0                                      | Match amical                             |                                          |
| 47                                       | 23 novembre 2022                         | Stade Al-Bayt, Al-Khor, Qatar                                 | Croatie                                  | —                                        | 0-0                                      | Coupe du monde 2022                      |                                          |
| 48                                       | 1er décembre 2022                        | Stade Al-Thumama, Doha, Qatar                                 | Canada                                   | —                                        | 2-1                                      | Coupe du monde 2022                      |                                          |
| 49                                       | 6 décembre 2022                          | Stade Education City, Al Rayyan, Qatar                        | Espagne                                  | —                                        | 0-0                                      | Coupe du monde 2022                      |                                          |
| 50                                       | 10 décembre 2022                         | Stade Al-Thumama, Doha, Qatar                                 | Portugal                                 | —                                        | 1-0                                      | Coupe du monde 2022                      |                                          |
| 51                                       | 14 décembre 2022                         | Stade Al-Bayt, Al-Khor, Qatar                                 | France                                   | —                                        | 2-0                                      | Coupe du monde 2022                      |                                          |
| 52                                       | 17 décembre 2022                         | Stade international de Khalifa, Al-Rayyan, Qatar              | Croatie                                  | —                                        | 2-1                                      | Coupe du monde 2022                      |                                          |
| 53                                       | 25 mars 2023                             | Grand Stade de Tanger, Tanger, Maroc                          | Brésil                                   | —                                        | 2-1                                      | Match amical                             |                                          |
| 54                                       | 28 mars 2023                             | Estadio Metropolitano, Madrid, Espagne                        | Pérou                                    | —                                        | 0-0                                      | Match amical                             |                                          |
| 55                                       | 12 septembre 2023                        | Stade Bollaert-Delelis, Lens, France                          | Burkina Faso                             | —                                        | 1-0                                      | Match amical                             |                                          |
| 56                                       | 14 octobre 2023                          | Stade Félix-Houphouët-Boigny, Abidjan, Côte d'Ivoire          | Côte d'Ivoire                            | —                                        | 1-1                                      | Match amical                             |                                          |
| 57                                       | 17 octobre 2023                          | Stade Adrar, Agadir, Maroc                                    | Liberia                                  | —                                        | 3-0                                      | Éliminatoires de la CAN 2023             |                                          |
| 58                                       | 21 novembre 2023                         | Benjamin Mkapa National Stadium, Dar es Salaam                | Tanzanie                                 | —                                        | 0-2                                      | Éliminatoires de la CDM 2026             |                                          |
| 59                                       | 11 janvier 2024                          | Stade Auguste-Denise, San-Pédro                               | Sierra Leone                             | —                                        | 3-1                                      | Match amical (non-FIFA)                  |                                          |
| 60                                       | 17 janvier 2024                          | Stade Laurent Pokou, San-Pédro                                | Tanzanie                                 | —                                        | 3-0                                      | CAN 2023                                 |                                          |
| 61                                       | 21 janvier 2024                          | Stade Laurent Pokou, San-Pédro                                | RD Congo                                 | —                                        | 1-1                                      | CAN 2023                                 |                                          |
| 62                                       | 24 janvier 2024                          | Stade Laurent Pokou, San-Pédro                                | Zambie                                   | —                                        | 1-0                                      | CAN 2023                                 |                                          |
| 63                                       | 30 janvier 2024                          | Stade Laurent Pokou, San-Pédro                                | Afrique du Sud                           | —                                        | 0-2                                      | CAN 2023                                 |                                          |
| 64                                       | 22 mars 2024                             | Stade Adrar, Agadir                                           | Angola                                   | —                                        | 1-0                                      | Match amical                             |                                          |
| 65                                       | 26 mars 2024                             | Stade Adrar, Agadir                                           | Mauritanie                               | —                                        | 0-0                                      | Match amical                             |                                          |
| 66                                       | 7 juin 2024                              | Stade Adrar, Agadir                                           | Zambie                                   | —                                        | 2-1                                      | Éliminatoires de la CDM 2026             |                                          |
| 67                                       | 11 juin 2024                             | Stade Adrar, Agadir                                           | Congo                                    | —                                        | 0-6                                      | Éliminatoires de la CDM 2026             |                                          |
| 68                                       | 6 septembre 2024                         | Stade Adrar, Agadir                                           | Gabon                                    | —                                        | 4-1                                      | Éliminatoires de la CAN 2025             |                                          |
| 69                                       | 12 octobre 2024                          | Stade d'honneur d'Oujda, Oujda                                | Centrafrique                             | —                                        | 5-0                                      | Éliminatoires de la CAN 2025             |                                          |
| 70                                       | 15 novembre 2024                         | Stade d'Angondjé, Libreville                                  | Gabon                                    | —                                        | 1-5                                      | Éliminatoires de la CAN 2025             |                                          |
| 71                                       | 18 novembre 2024                         | Stade d'honneur d'Oujda, Oujda                                | Lesotho                                  | —                                        | 7-0                                      | Éliminatoires de la CAN 2025             |                                          |
| 72                                       | 21 mars 2025                             | Stade d'honneur d'Oujda, Oujda                                | Niger                                    | —                                        | 1-2                                      | Éliminatoires de la CDM 2026             |                                          |
| 73                                       | 25 mars 2025                             | Stade d'honneur d'Oujda, Oujda                                | Tanzanie                                 | —                                        | 2-0                                      | Éliminatoires de la CDM 2026             |                                          |
| 74                                       | 6 juin 2025                              | Complexe sportif de Fès, Fès                                  | Tunisie                                  | —                                        | 2-0                                      | Match amical                             |                                          |

## Palmarès
Yassine Bounou, qui a fait ses débuts professionnels au Wydad AC, a connu un début de carrière impressionnant. En 2010, il a contribué à la victoire de son club dans le championnat du Maroc, ajoutant ainsi un titre prestigieux à son palmarès. Sa première saison en tant que professionnel a été couronnée de succès. Dès ses premiers pas dans le monde du football, il a montré son potentiel en aidant son équipe à atteindre la finale de la Ligue des champions lors de la saison suivante.
| Wydad AC (1):                                                                           | Al-Hilal FC (4): | FC Séville (2):                                                                                 | Atlético de Madrid (1) :     |
| --------------------------------------------------------------------------------------- | --- | ----------------------------------------------------------------------------------------------- | ---------------------------- |
| - Botola Pro 1 : - Champion : 2010 - Ligue des champions de la CAF : - Finaliste : 2011 | - Championnat d'Arabie saoudite : - Champion : 2024 - Vice-champion : 2025 - Coupe du Roi d'Arabie saoudite : - Vainqueur : 2024 - Supercoupe d'Arabie saoudite : - Vainqueur : 2023 et 2024 | - Ligue Europa : - Vainqueur : 2020 et 2023 - Supercoupe de l'UEFA : - Finaliste : 2020 et 2023 | - LaLiga : - Champion : 2014 |

### Distinctions personnelles
Yassine Bounou, au cours de sa carrière, s'est vu attribuer de nombreuses distinctions, témoignant de son excellence et de son influence dans le monde du football. En 2018, il a été honoré en tant que meilleur joueur africain du mois de novembre en Europe par France Football en reconnaissance de ses performances exceptionnelles. La même année, Bounou a continué à briller, remportant les titres de Joueur du mois au Gérone FC en février et octobre 2018, confirmant son statut de leader parmi les joueurs de la région.
En 2020, Yassine Bounou a atteint le sommet de sa carrière en étant nommé Meilleur Gardien de la Ligue Europa 2019-2020. Cette distinction prestigieuse mettait en avant son rôle vital dans le succès de son équipe lors de cette compétition européenne majeure. De plus, il a été intégré à l'équipe-type de la saison de la Ligue Europa 2019-2020, soulignant sa régularité et son excellence en tant que gardien de but.

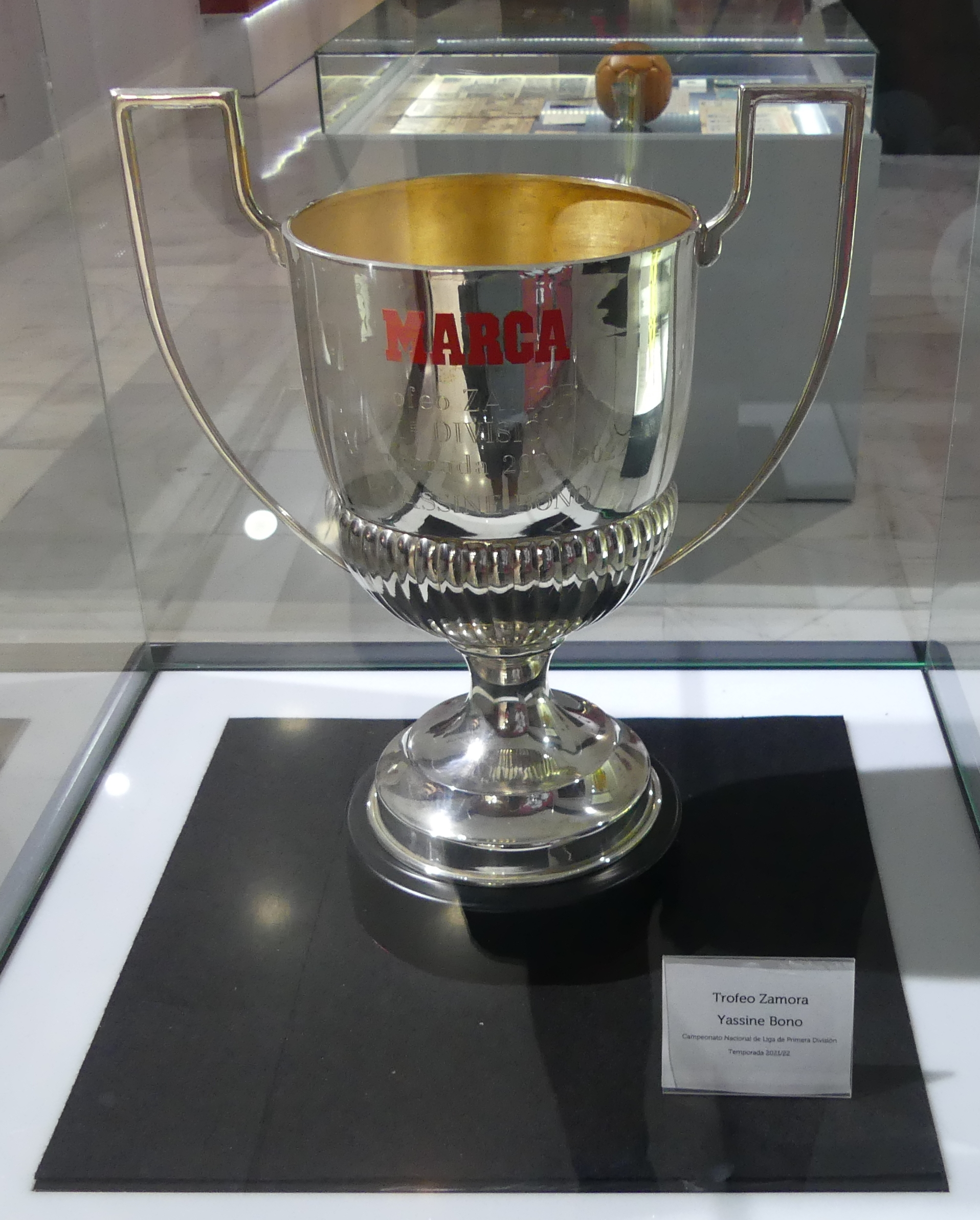
Le sacre du Trophée Zamora de 2022, au nom de Yassine Bounou.

En 2021, il a été nommé dans l'équipe-type des éliminatoires de la Coupe d'Afrique des nations 2021, renforçant sa réputation en tant que gardien de but de premier plan. Cette même année, il a été élu meilleur gardien de but de la phase aller en Liga, confirmant son statut de gardien de but de qualité supérieure dans le championnat espagnol. En 2022, Yassine Bounou a continué à accumuler les honneurs. Il a été couronné meilleur joueur africain "MVP" de la mi-saison en Liga, démontrant ainsi son statut de joueur africain de premier plan dans le championnat espagnol. La même année, il a été élu meilleur joueur africain "MVP" de la saison en Liga, une réalisation impressionnante qui témoigne de sa qualité exceptionnelle en tant que joueur et de son influence positive sur son équipe.
En 2022, Yassine Bounou a été sacré meilleur gardien de la Liga (récipiendaire du Trophée Zamora) en 2022, une récompense prestigieuse en reconnaissance de sa constance exceptionnelle dans ses performances. De plus, il a été inclus dans l'équipe-type de la Liga par "CIES" en 2022, soulignant son influence et son talent sur la scène espagnole. En outre, il a été honoré en tant que meilleur gardien marocain à l'étranger par l'Union marocaine des footballeurs professionnels, ce qui témoigne de son succès international et de son impact positif sur la scène mondiale. Sa nomination par "France Football" et The Best pour le prix du Meilleur gardien au monde en 2022 reflète sa réputation mondiale en tant que gardien de but exceptionnel, reconnu par les experts du football.
Yassine Bounou joue également un rôle de premier plan lors de la Coupe du monde 2022, étant désigné Homme du match lors des rencontres entre le Maroc et l'Espagne ainsi que le Maroc et le Portugal,. Ces performances ont consolidé sa réputation en tant que gardien de but de classe mondiale. Peu après cette compétition internationale, il figure dans l'équipe-type africaine de la Coupe du monde 2022 par la rédaction de TV5 Monde, soulignant son impact sur la scène mondiale. Il a également été inclus dans l'équipe-type d'Afrique par l'IFFHS.
En 2023, Bounou a continué à briller, remportant les titres de Joueur du mois au Séville FC en janvier et mai 2023. Il a également été désigné Homme du match de la finale de la Ligue Europa, contribuant ainsi au succès de son équipe. De plus, il a été inclus dans l'équipe-type de la saison de la Ligue Europa 2022-2023, attestant de sa constance et de son excellence en tant que gardien de but. Il est également nommé par "France Football" et "The Best" pour le prix du Meilleur gardien au monde, continuant ainsi à marquer l'histoire du football en tant que gardien de but exceptionnel. De plus, il a atteint la 13e place du Ballon d'or en 2023, une reconnaissance de son impact sur le monde du football. Enfin, il a été élu Meilleur Joueur Africain de l'année (Lion d'or Africain) et (Africa d'Or) en 2023, et Meilleur gardien africain par la Confédération africaine en 2023, une distinction prestigieuse qui couronne sa carrière exceptionnelle,,. En fin d'année 2023, il fait partie de l'équipe-type du Maghreb selon le journal L'Équipe. En 2025, il est membre de l'équipe-type de la Coupe du monde des clubs avec Al-Hilal.

#### Classements auBallon d'or
| Années | Classements | % des suffrages | Clubs                    | Vainqueurs             |
| ------ | ----------- | --------------- | ------------------------ | ---------------------- |
| 2023   | 13e         | 0,27 %          | Séville FC / Al-Hilal FC | Lionel Messi (36,90 %) |

## Décorations
- Officier de l'ordre du Trône — Le 20 décembre 2022, il est décoré officier de l'ordre du Wissam al-Arch[194] — ordre du Trône[195] — par le roi Mohammed VI au Palais royal de Rabat[31].

## Vie privée
Outre le dialecte marocain, Yassine Bounou s'exprime en français, anglais, et en espagnol.

### Humanitaire
Le 9 septembre 2023, alors qu'il se trouve à Agadir, il se présente exclusivement à l'hôpital avec ses coéquipiers de la sélection marocaine pour un don de sang pour les blessés du séisme au Maroc,,.

## Sources
- Hanif Ben Berkane, « Yassine Bounou, le mur de Séville », Foot Mercato,‎ 8 janvier 2021 (lire en ligne)
- Tom Binet, « Le coup de Bounou », So Foot,‎ 21 mars 2021 (lire en ligne)
- Sam Lefèvre, « Bounou, le faiseur de tubes », TV5 Monde,‎ 17 mai 2021 (lire en ligne)
- Mathieu Grégoire, « Yassine Bounou (Maroc) va vivre un match particulier face au Canada, son pays de naissance », L'Équipe,‎ 1er décembre 2022 (lire en ligne)
- T. U., « Coupe du monde 2022 : qui est Yassine Bounou le gardien marocain, terreur des tireurs de penalty ? », TV5 Monde,‎ 6 décembre 2022 (lire en ligne)
- Emeric Montminy, « Qui est le gardien d'origine québécoise toujours à la Coupe du monde? », Noovo Info,‎ 7 décembre 2022 (lire en ligne)
- Christophe Bérard, « Coupe du monde : qui est Yassine Bounou, le rempart infranchissable du Maroc ? », Le Parisien,‎ 7 décembre 2022 (lire en ligne)
- Alexis Billebault, « Bounou, la force tranquille », Jeune Afrique,‎ 8 décembre 2022 (lire en ligne)
- Thomas Demazy, « Yassine Bounou, l'ange gardien des buts marocains », RTBF,‎ 11 décembre 2022 (lire en ligne)
- Hugo Juste, « Yassine Bounou persuadé qu'il n'a pas rejoint le Real Madrid à cause de la CAN », RMC Sport,‎ 6 septembre 2023 (lire en ligne)

## Vidéos
- « Yassine Bounou, ses exploits en finale », UEFA,‎ 1er juin 2023 (lire en ligne)
- [vidéo] (ar) Série télévisée Dreamers diffusé en exclusivité sur Arryadia à partir du 6 juin 2023[199]